# New Castle (Pennsylvania)
New Castle ist eine City im US-Bundesstaat Pennsylvania und County Seat des Lawrence County. Sie liegt 50 Meilen (80 km) nordwestlich von Pittsburgh und nahe der Grenze zwischen Pennsylvania und Ohio, nur 18 Meilen (29 km) südöstlich von Youngstown in Ohio. Das U.S. Census Bureau hat bei der Volkszählung 2020 eine Einwohnerzahl von 21.926 ermittelt. Die Stadt ist das kommerzielle Zentrum einer fruchtbaren landwirtschaftlichen Region und Teil des Rust Belt.

## Geschichte
1798 reiste John Carlysle Stewart, ein Bauingenieur, in den Westen Pennsylvanias, um die „Donation Lands“, die für Veteranen des Amerikanischen Unabhängigkeitskriegs reserviert waren, neu zu vermessen. Er entdeckte, dass bei der ursprünglichen Vermessung versäumt worden war, etwa 50 Acres (20 ha) am Zusammenfluss des Shenango River und des Neshannock Creek abzustecken, die damals zum Allegheny County gehörten. Die indianische Stadt Kuskusky war auf frühen Karten an dieser Stelle verzeichnet. Er beanspruchte das Land für sich und legte im April 1798 das Gebiet an, aus dem später die Stadt New Castle werden sollte. Sie umfasste ungefähr dieselben 50 Acres (20 ha), die damals zum Allegheny County gehörten.
Im Jahr 1825 wurde New Castle ein Borough und hatte etwa 300 Einwohner. Die Stadt wurde später ein Teil des Mercer County. Am 5. April 1849 unterzeichnete der Gouverneur von Pennsylvania ein Gesetz zur Gründung von Lawrence County, benannt zu Ehren von US Navy Captain James Lawrence, dessen Verwaltungssitz New Castle wurde. New Castle wurde 1869 zur Stadt. Die Wirtschaft in New Castle begann im frühen 19. Jahrhundert mit dem Bau des Beaver- und Erie-Kanalsystems zu florieren, das sich seinen Weg durch die Stadt bahnte. Zahlreiche Fabriken siedelten sich in New Castle an, weil es hier Transportmöglichkeiten und einen schnellen Zugang zu den Rohstoffmärkten gab. Das Kanalsystem wurde später ergänzt und dann durch die Eisenbahn ersetzt, die eine höhere Geschwindigkeit und Kapazität für den Güterverkehr sowie einen ganzjährigen Betrieb bot.
Im Jahr 1908 wurde New Castle durch die Pittsburgh, Harmony, Butler and New Castle Railway, eine Interurban, mit Pittsburgh verbunden. Stahl- und Papierfabriken, Gießereien, eine Bronzebuchsenfabrik und Autokonstruktionsbetriebe trugen zum Aufschwung der Wirtschaft bei. Die Stadt wurde auch zu einem führenden Produktionszentrum für Pyrotechnik. Dieser wirtschaftliche Aufschwung sorgte für einen Bevölkerungsboom, welcher bis ca. 1950 anhielt. In der zweiten Hälfte des 20. Jahrhunderts erlebten viele der in New Castle beheimateten Industrien einen Niedergang und die Bevölkerung sank. Inzwischen hat die Stadt mit einer erhöhten Armutsquote und Arbeitslosigkeit zu kämpfen.

## Demografie
Nach einer Schätzung von 2019 leben in New Castle 21.618 Menschen. Die Bevölkerung teilt sich im selben Jahr auf in 83,1 % Weiße, 10,8 % Afroamerikaner, 0,2 % Asiaten und 5,2 % mit zwei oder mehr Ethnizitäten. Hispanics oder Latinos aller Ethnien machten 3,1 % der Bevölkerung aus. Das mittlere Haushaltseinkommen lag bei 34.133 US-Dollar und die Armutsquote bei 25,7 %.
| Bevölkerungsentwicklung Bei den Daten handelt es sich um Volkszählungsergebnisse. | Bevölkerungsentwicklung Bei den Daten handelt es sich um Volkszählungsergebnisse. | Bevölkerungsentwicklung Bei den Daten handelt es sich um Volkszählungsergebnisse. | Bevölkerungsentwicklung Bei den Daten handelt es sich um Volkszählungsergebnisse. | Bevölkerungsentwicklung Bei den Daten handelt es sich um Volkszählungsergebnisse. | Bevölkerungsentwicklung Bei den Daten handelt es sich um Volkszählungsergebnisse. | Bevölkerungsentwicklung Bei den Daten handelt es sich um Volkszählungsergebnisse. | Bevölkerungsentwicklung Bei den Daten handelt es sich um Volkszählungsergebnisse. | Bevölkerungsentwicklung Bei den Daten handelt es sich um Volkszählungsergebnisse. | Bevölkerungsentwicklung Bei den Daten handelt es sich um Volkszählungsergebnisse. | Bevölkerungsentwicklung Bei den Daten handelt es sich um Volkszählungsergebnisse. | Bevölkerungsentwicklung Bei den Daten handelt es sich um Volkszählungsergebnisse. | Bevölkerungsentwicklung Bei den Daten handelt es sich um Volkszählungsergebnisse. | Bevölkerungsentwicklung Bei den Daten handelt es sich um Volkszählungsergebnisse. |  |
| --------------------------------------------------------------------------------- | --------------------------------------------------------------------------------- | --------------------------------------------------------------------------------- | --------------------------------------------------------------------------------- | --------------------------------------------------------------------------------- | --------------------------------------------------------------------------------- | --------------------------------------------------------------------------------- | --------------------------------------------------------------------------------- | --------------------------------------------------------------------------------- | --------------------------------------------------------------------------------- | --------------------------------------------------------------------------------- | --------------------------------------------------------------------------------- | --------------------------------------------------------------------------------- | --------------------------------------------------------------------------------- |  |
| Jahr                                                                              | 1900                                                                              | 1910                                                                              | 1920                                                                              | 1930                                                                              | 1940                                                                              | 1950                                                                              | 1960                                                                              | 1970                                                                              | 1980                                                                              | 1990                                                                              | 2000                                                                              | 2010                                                                              | 2020                                                                              |  |
| Einwohner                                                                         | 28.339                                                                            | 36.280                                                                            | 44.938                                                                            | 48.674                                                                            | 47.638                                                                            | 48.834                                                                            | 44.790                                                                            | 38.559                                                                            | 33.621                                                                            | 28.334                                                                            | 26.309                                                                            | 23.273                                                                            | 21.926                                                                            |  |

## Söhne und Töchter
- Louis E. Graham (1880–1965), Politiker
- Jack Cole (1914–1958), Comiczeichner
- Robert Sterling (1917–2006), Schauspieler
- Raymond Philip Shafer (1917–2006), Politiker
- Anthony Gerard Bosco (1927–2013), römisch-katholischer Bischof
- Ralph J. Cicerone (1943–2016), Klimatologe
- Malik Hooker (* 1996), American-Football-Spieler
- Geno Stone (* 1999), American-Football-Spieler